# 西青区
西青区是中华人民共和国天津市的市辖区，原名“西郊区”，1992年3月改名为“西青区”。西青区公所设在杨柳青镇，是著名的杨柳青年画原产地，旅游景点有原天津八大家之一的石家大院。西青区南端是天津高新技术发展区域，大寺镇成为天津新发展的住宅区。 區人民政府駐楊柳青鎮府前街2號。

## 地名由来
1992年3月更今名，即津西杨柳青之意。

## 行政区划
西青区下辖5个街道办事处、7个镇：
西营门街道、李七庄街道、赤龙南街道、赤龙北街道、津门湖街道、中北镇、杨柳青镇、辛口镇、张家窝镇、精武镇、大寺镇和王稳庄镇。
其中精武鎮 （原名南河镇，因為霍元甲故里而改名）。

## 人口
根据(中国)天津市2020年第七次全国人口普查主要数据公报显示：西青区常住人口为1195124人，男性占比52.62%，女性占比47.38%，年龄结构中0-14岁占比12.02%，15-59岁占比71.51%，60岁以上占比16.47%，65岁以上占比10.79%。

## 交通

### 公路
- 104国道过境。

### 地铁
西青区目前有以下地铁站点：
- █ 2号线：芥园西道站、卞兴站、曹庄站；
- █ 3号线：大学城站、高新区站、学府工业区站、杨伍庄站、南站站；
- █ 5号线：昌凌路站、中医一附院站、李七庄南站、京华东道站；
- █ 10号线：江湾二支路站、丽江道站、昌凌路站、瑶环路站、于台站；
- █ 津静线：京华东道站、精武站。

此外建设中的线路也将在西青区设立以下地铁站点：
- █ 7号线：丽江道站、王兰庄站、梅江会展中心南站、张道口站、兴华道站、宏源道站、芦北路站、赛达路站；
- █ 8号线：福姜路站、中北镇站；
- █ 11号线：文洁路站。

## 大学
- 天津师范大学
- 天津理工大学
- 天津工业大学
- 天津城建大学
- 天津农学院
- 天津商业大学宝德学院
- 天津理工大学中环信息学院

## 全国重点文物保护单位
- 石家大院

## 医疗
- 天津市第一中心医院（水西院区）
- 天津中医药大学第一附属医院（南院）
- 天津市西青医院
- 天津鹏瑞利医院

## 相关链接
- 西青之窗